# 温德尔·费蒂格
温德尔·费蒂格（英語：Wendell Fertig，1900年12月16日—1975年3月24日）美国人，前美军军官、土木工程师。在二战中驻菲美军主力投降日军期间，他在美国殖民的菲律宾自由邦棉兰老岛上组织并指挥了当地的抗日游击队。费蒂格的游击队人数最多时达32,000人。与之对抗的是约5万名日本士兵，其中大部分驻扎在城镇。
二战后，费蒂格在母校科罗拉多矿业学院任职，并在朝鲜战争期间在美国的心理战部队服役。在20世纪50年代中期退役后，他经营着一家科罗拉多矿业公司，直到去世。在战后的岁月里，他被棉兰老岛人民视为英雄，是美国特种部队中受人尊敬的人物。一位权威人士将他列为历史上十大游击队领导人之一。

## 内文引用
1. 1 2  Brooks 2003, p. 37.
2. ↑  . National Archives. Headquarters, Philippines Command United States Army: 40.   [15 January 2022]. （原始内容存档于2022-04-22）.
3. ↑  Smith 2005, p 597, 647, 694.
4. 1 2  Bernay 2002, p. 14.
5. ↑  Keats 1965, p. 445.